# Тресава
Тресаве или тресетишта или вресишта су кисела влажна станишта са сталним присуством воде. Стални вишак воде из падавина или из подземних вода условљава мањак кисеоника што доводи до непотпуне разградње биљних остатака, који се таложе као тресет. Гомилањем тресета, живо тресетиште „расте“, уздиже се. Биљне заједнице које успевају у таквим условима називају се цретови, а најважнију улогу у њима имају маховине. Главнину ових биљних заједница чине маховине рода Sphagnum, који је по овом станишту добио одомаћен назив маховине тресетнице. За разлику од тресава, у мочварама постоји прекид у засићености водом. Повремено исушивање у мочварама доводи до потпуне разградње органских материја у хумус.
Бејгал је још једна врста тресаве која се налази у шумама држава на обали Мексичког залива у Сједињеним Државама. Ова подручја су често прекривена вресом или вресним жбуњем укоријењеним у сфагнумској маховини и тресету. Постепено накупљање распаднутог биљног материјала у мочвари функционише као понор угљеника.
За разлику од мочвара, тресетишта већину воде црпе из падавина, а не из подземних или површинских вода богатих минералима. Вода која тече из тресишта има карактеристичну браон боју, која потиче од растворених танина тресета. Генерално, ниска плодност и хладна клима резултирају релативно спорим растом биљака, али је труљење још спорије због ниског нивоа кисеоника у засићеним мочварним земљиштима. Дакле, тресет се акумулира. Велике површине пејзажа могу бити покривене тресетом са много метара дубине. Тресаве имају карактеристичне скупове животињских, гљивичних и биљних врста и од великог су значаја за биодиверзитет, посебно у пределима који су иначе насељени и култивирани.

## Распрострањеност
Услови који погодују стварању тресава налазе се свуда, али пре свега у Северној Америци, Северној Европи, северној и југоисточној Азији као и у подручју амазонског базена. Ту су настале тресаве с различитим врстама цретова, што зависи од састава подлоге и пореклу воде. Слојеви могу бити различитих дебљина а укупне површине тресаве чине 4 милиона km² што је око 3% површине земљиног копна. Најбогатији тресавама су северни делови Русије, Аљаске и Канаде.
Мочваре су широко распрострањене у хладним, умереним климама, углавном у бореалним екосистемима на северној хемисфери. Највећа светска мочвара су тресетишта Западносибирске низије у Русији, која покривају више од милион квадратних километара. Велике тресетне мочваре се такође јављају у Северној Америци, посебно у низији Хадсоновог залива и басену реке Макензи. Оне су мање уобичајене на јужној хемисфери, а највећа је Магеланова мочвара, која обухвата око 44.000 km2 (17.000 sq mi) у јужној Јужној Америци. Сфагнумске мочваре су биле широко распрострањене у северној Европи, али су углавном раскрчене и исушене за пољопривреду.
Једна експедиција 2014. која је кренула из села Итанга, Република Конго, открила је тресетиште „велико као Енглеска“ које се протеже до суседне Демократске Републике Конго.

## Дефиниција
Као и све мочваре, тешко је ригидно дефинисати мочваре из више разлога, укључујући варијације између мочвара, природу мочвара као посредника између копнених и водених екосистема, и различите дефиниције између система класификације мочвара. Међутим, постоје карактеристике заједничке свим мочварама које пружају широку дефиницију:
- Присутан је тресет, обично дебљи од 30 cm.
- Мочваре добијају већину воде и хранљивих материја из падавина (омбротрофне), а не површинске или подземне воде (минеротрофне).
- Мочвара је сиромашна хранљивим материјама (олиготрофна).
- Мочварно подручје је јако кисело (мочваре у близини обалских подручја могу бити мање киселе због морског прскања).

Пошто сва тресиште садрже тресет, оне су тип мочварног терена. Као екосистем који производи тресет, она су такође класификовани као блата, заједно са мочварама. Тресишта се разликују од мочвара по томе што мочваре добијају воду и хранљиве материје из површинских или подземних вода богатих минералима, док тресишта добијају воду и хранљиве материје из падавина. Како се мочваре снабдевају водом богатом минералима, оне имају тенденцију да буду благо кисела до благо базних, док су тресишта увек кисела јер су падавине сиромашне минералима.

## Екологија и заштита
Постоји много високо специјализованих животиња, гљива и биљака повезаних са тресишним стаништем. Већина њих је способна да толерише комбинацију ниског нивоа хранљивих материја и преплављивања.‍(chapter 3) Сфагнум је генерално изобилан, заједно са вресовим грмовима. Жбуње је често зимзелено, што може помоћи у очувању хранљивих материја. На сушнијим локацијама може се појавити зимзелено дрвеће, у ком случају се тресиште стапа са околним пространствима бореалне зимзелене шуме. Шаш је једна од најчешћих зељастих врста. Биљке месождерке као што су росика (Drosera) и врласте биљке (на пример Sarracenia purpurea) прилагодиле су се условима ниске хранљивости користећи бескичмењаке као извор хранљивих материја. Орхидеје су се прилагодиле овим условима коришћењем микоризних гљивица за екстракцију хранљивих материја.‍:88 Неки грмови као што је Myrica gale (мочварска мирта) имају чвориће у корену у којима се јавља фиксација азота, чиме се обезбеђује још један додатни извор азота.
Тресишта су признате као значајан/специфичан тип станишта од стране бројних владиних агенција и агенција за заштиту природе. Она могу да обезбеде станиште за сисаре, као што су ирваси, лосови и даброви, као и за врсте гнездећих обалних птица, као што су сибирски ждрал и жутоножац. Тресишта садрже рањиве врсте рептила као што је мочварна корњача. Тресишта чак имају карактеристичне инсекте; енглеска тресишта дају дом жутој мушици званој длакава канаринска мува (Phaonia jaroschewskii), а тресишта у Северној Америци су станиште за лептира званог мочварни бакарењак (Lycaena epixanthe). У Ирској, живородни гуштер, једини је познати рептил у земљи, који живи у тресишту.
Уједињено Краљевство у свом Акционом плану за биодиверзитет утврђује барска станишта као приоритет за очување. Русија има велики резервни систем у Западносибирској низији. Највиши заштићени статус се јавља у Заповедницима ( категорија IV); Гидански и Југански су два истакнута примера.

## Историја коришћења тресетишта
Тресет, материјал који се скупља у тресетишту, од давнина је искапан, сушен и кориштен као гориво.
Као влажни елементи природе, тресаве се не могу користити за пољопривреду. Но, одувек се покушавало култивисање, пре свега одводњавањем, увек у врло тешким условима. 
Једним од најстаријих исушивања тресаве може се сматрати исушивање Римског форума. На том месту раније се налазила мочвара у којој су се покапали људи. Подручје је исушено градњом Cloace Maxime, дела старе римске канализације.
Прво системско култивисање тресаве проводили су Цистеријанци још у раном средњем веку, али исушивање је престало већ у касном средњем веку, као једна од последица Тридесетогодишњег рата. 
Недовољно разумевање важности овог станишта резултовало је у 20. веку великим мелиорацијским захватима, у правилу иницираним и подстицаним од стране појединих држава. Тек током задњих деценија спознаја о вредности тресава довела је до покушаја заштите њихових остатака.